# PNLIPRP2
La proteïna pancreàtica relacionada amb la lipasa 2, també coneguda com a PNLIPRP2, és una proteïna de la família de les lipases, codificada pel gen homònim. És secretada per les cèl·lules acinars del pàncrees i està present en els sucs gàstrics dels mamífers. És una de les onze proteïnes principals que, en l'espècie humana, participen conjuntament per tal de conformar el complex del sistema digestiu lipídic.

## Classificació

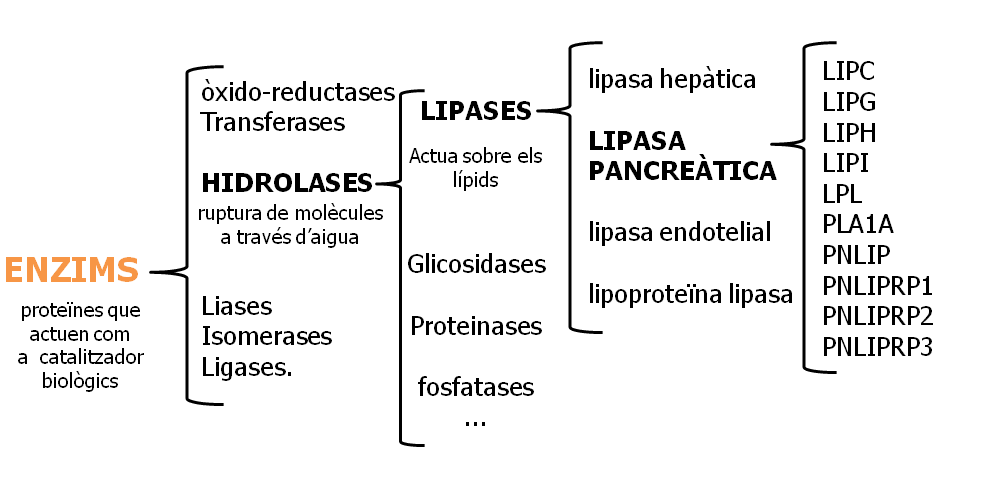
Classificació de PNLIPRP2 en el si de la família de les lipases.

PNLIPRP2 és un enzim, és a dir, una biomolècula que actua com un catalitzador biològic. Els enzims poden classificar-se de moltes maneres diferents, una de les més comunes de les quals és d'acord amb la seva acció química sobre el substrat. Notablement, les sis famílies que s'han citat seguint aquest criteri són les oxidoreductases, les transferases, les ligases, les liases, les isomerases i les hidrolases. PNLIPRP2, com que és l'encarregada de la ruptura d'enllaços químics d'un gran nombre de biomolècules utilitzant com a co-substrat la molècula d'aigua, de manera que en resulten dues molècules noves, un alcohol i un àcid, és considerada una hidrolasa.
La subclasse especifica el tipus d'enllaç que és hidrolitzat, principalment èsters, èters, glicosídics o peptídics; i també pot indicar els àtoms involucrats en aquests enllaços. Així doncs, les hidrolases trenquen tant molècules glicosídiques, a través de les glicosidases; com enllaços peptídics interaminoacídics, a través de les peptidohidrolases. Seguint aquest esquema, i com que PNLIPRP2 actua sobre els triacilglicèrids i altres lípids, trencant-ne els enllaços èster que els formen, es pot afirmar que es tracta d'una lipasa.
Aquest enzim actua al duodè, a l'intestí prim, però, com que se secreta al pàncrees, rep el nom de lipasa pancreàtica. És, a més, un dels principals enzims dels sistema digestiu.

## Gen
En els éssers humans, PNLIPRP2 és codificada pel gen homònim, el qual es troba en el braç llarg del cromosoma 10. Es localitza a la regió 2, a la banda 5 i, després d'aquest punt, a la subbanda 3; concretament, es pot afirmar que es troba en q25.3.
Aquest gen ens proporciona una oportunitat única per comprendre el mecanisme molecular de la lipòlisi, ja que permet que tinguin lloc processos molt importants que es veuran en detall més endavant, però que, a grans trets, inclouen la secreció pancreàtica i la hidròlisi de molts tipus de lípids, així com la biosíntesi d'àcids grassos. Això només és possible, però, quan el gen es troba en la seva forma proteica, a la qual s'arriba després dels processos de transcripció i traducció, a més d'alguns canvis posttraduccionals, que poden incloure acilació, fosforilació, metilació, glucosilació i nitració.
Malgrat la seva seqüència d'aminoàcids similar, PTL i PNLIPRP1 difereixen de PNLIPRP2 en importants propietats cinètiques, ja que les dues primeres són diferents pel que fa a la seva especificitat amb el substrat i a la inhibició d'àcids biliars, entre d'altres.

## Estructura

### Estructura primària

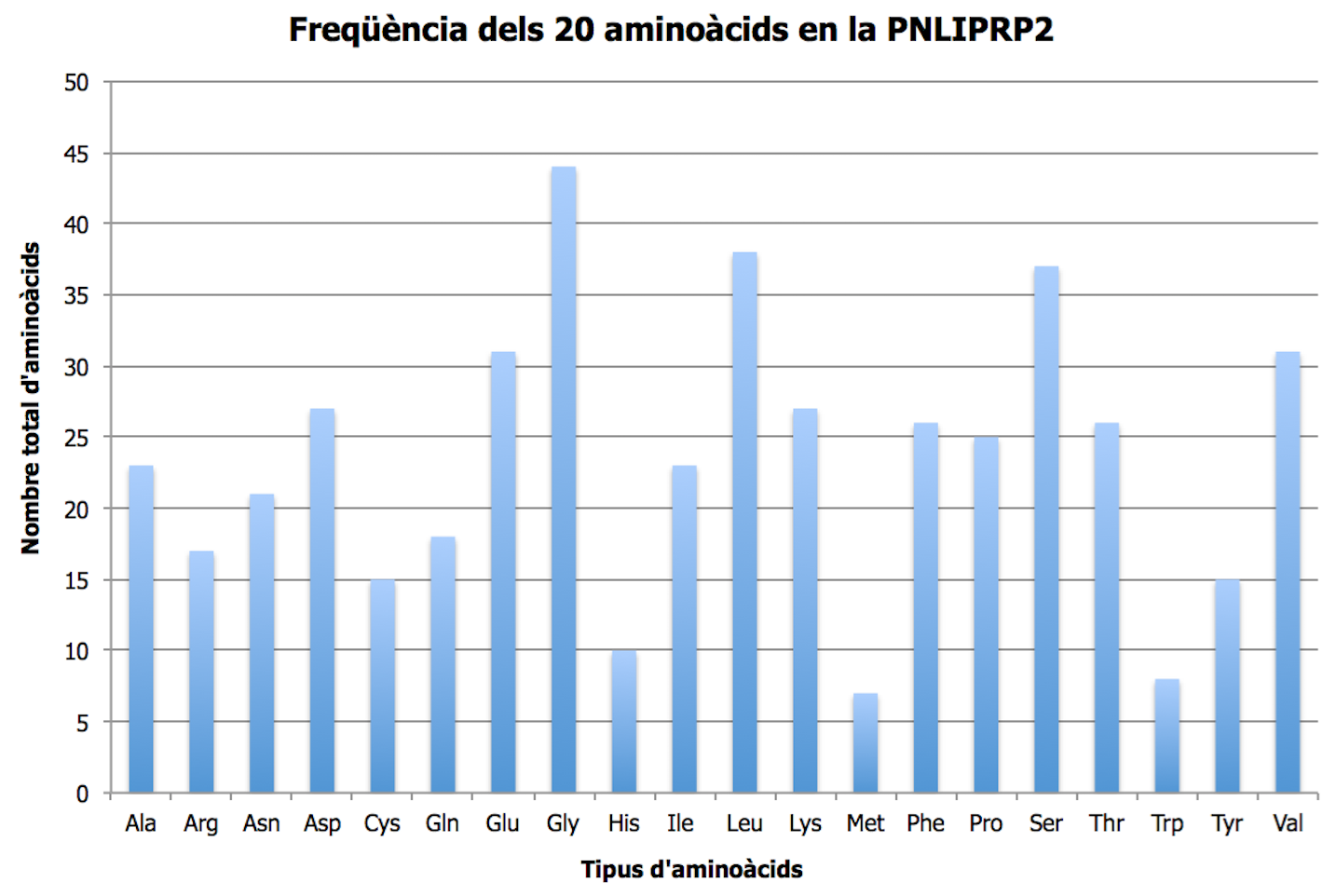
Freqüència dels diferents aminoàcids en la proteïna

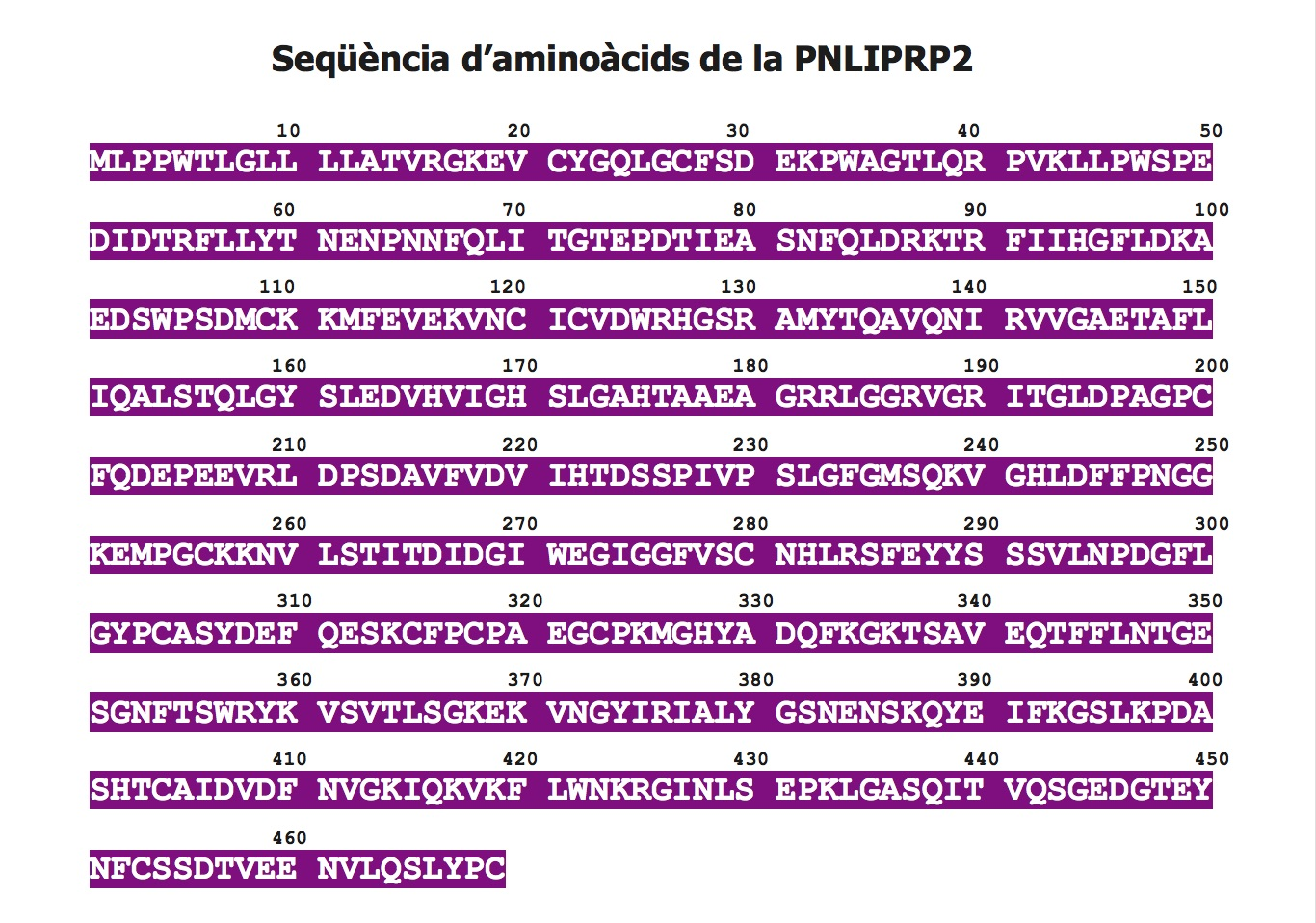
Representació de la seqüència proteica de PNLIPRP2

Pel que fa a l'estructura primària, PNLIPRP2 és una proteïna formada per 469 aminoàcids i que té un pes molecular de 51,947 Da.
A partir de la gràfica es pot veure que els aminoàcids que hi predominen són, per ordre, la glicina, la leucina, la serina, la valina i l'àcid glutàmic; tot i que tots els 20 aminoàcids hi són presents. La majoria dels aminoàcids són polars, concretament un 52%, la qual cosa justifica que la proteïna presenti tants dominis hèlix alfa.

### Estructura secundària

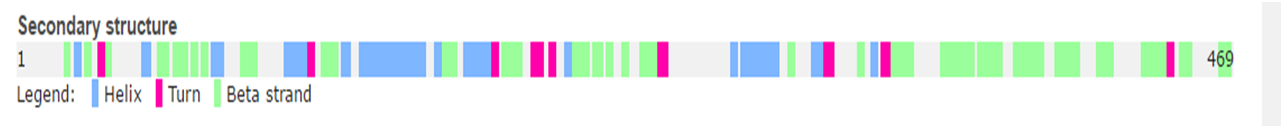
Representació de l'estructura secundària de la proteïna

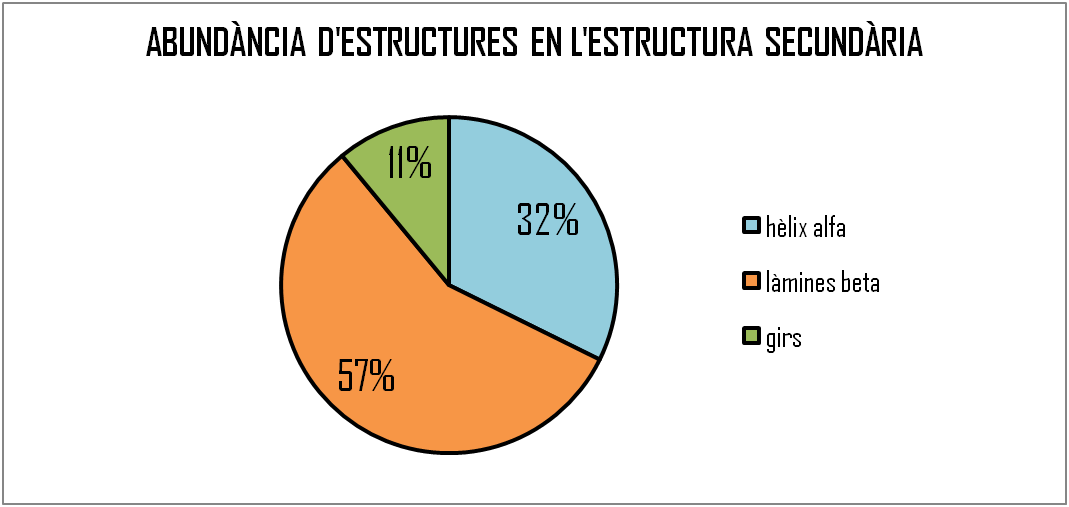
Freqüència de les estructures d'hèlix alfa i de làmina beta en PNLIPRP2

L'estructura secundària es refereix a la forma espacial que adopten els diferents dominis d'una cadena polipeptídica. Aquests polipèptids diferents es plegaran sobre si mateixos, donant lloc a unes estructures determinades. Com es pot observar als recursos gràfics adjacents, PNLIPRP2 consta de tres tipus de dominis que li confereixen l'estructura secundària pròpia: 13 hèlix alfa, 8 girs i 26 làmines beta. Tant els girs com les làmines beta se situen uniformement al llarg de tota la proteïna, mentre que les hèlix alfa es troben majoritàriament agrupades a prop de l'N-terminal.
PNLIPRP2 està composta per un 32% d'hèlix alfa, estructures que es formen quan la cadena aminoacídica s’enrotlla en espiral sobre si mateixa. Aquest tipus d'estructura es manté unida gràcies als enllaços d'hidrogen intercatenaris formats entre els grups amino d'un enllaç peptídic (n) i el grup carbonil del quart aminoàcid consecutiu. La proteïna també conté un 57% de làmines beta. Aquesta estructura es caracteritza per tenir un esquelet peptídic que es troba estès bidimensionalment en forma de zig-zag. Són l'estructura més abundant en aquesta proteïna, i es troben distribuïdes homogèniament. Hi trobem, també, girs, que representen un 11% del total de la proteïna. Són els encarregats de connectar les terminacions de dos segments adjacents d'una làmina antiparal·lela.

### Estructura terciària
Pel que fa a l'estructura terciària, PNLIPRP2 compta amb replegaments tridimensionals de la seva cadena polipeptídica, que li confereixen la forma espacial que la defineix. Aquesta estructura es manté gràcies als ponts d'hidrogen i a altres tipus d'enllaços febles, que uneixen els diferents dominis que la formen, els quals poden estar constituïts, com ja s'ha vist, per un conjunt de làmines beta, hèlixs alfa o d'ambdues. Cal dir que l'estructura terciària és essencial per determinar les funcions biològiques que durà a terme la proteïna, així mateix com les seves característiques.

### Estructura quaternària
Aquesta proteïna pancreàtica posseeix estructura quaternària, arran que no només compta amb una cadena polipeptídica, sinó que està composta per dues subunitats, especulars entre si, associades a través d'interaccions hidrofòbiques i d'altres enllaços febles. A més, està glicosilada, ja que compta amb un grup glicídic unit a cada subunitat.

## Funcions
PNLIPRP2, com que és una lipasa pancreàtica, s’encarrega d'hidrolitzar triacilglicèrids en diacilglicèrids, en monoglicèrids i, posteriorment, en àcids grassos lliures. Aquest procés té un paper essencial en l'absorció de greixos.
Tot i així, aquest enzim és dels que presenta poca especificitat, és a dir, que té un rang ampli de substrats. És per això que, a més de triacilglicèrids, també és capaç d'hidrolitzar fosfolípids i galactolípids. Per tant, no només és una lipasa pancreàtica, sinó que també es pot considerar fosfolipasa i galactolipasa, segons la seva actuació en un instant determinat de temps.
Pel que fa a la seva activitat com a galactolipasa, PNLIPRP2 és l'enzim principal en la digestió, que té lloc al tracte gastrointestinal, dels galactolípids, biomolècules que solem ingerir arran de la seva presència generalitzada en vegetals.

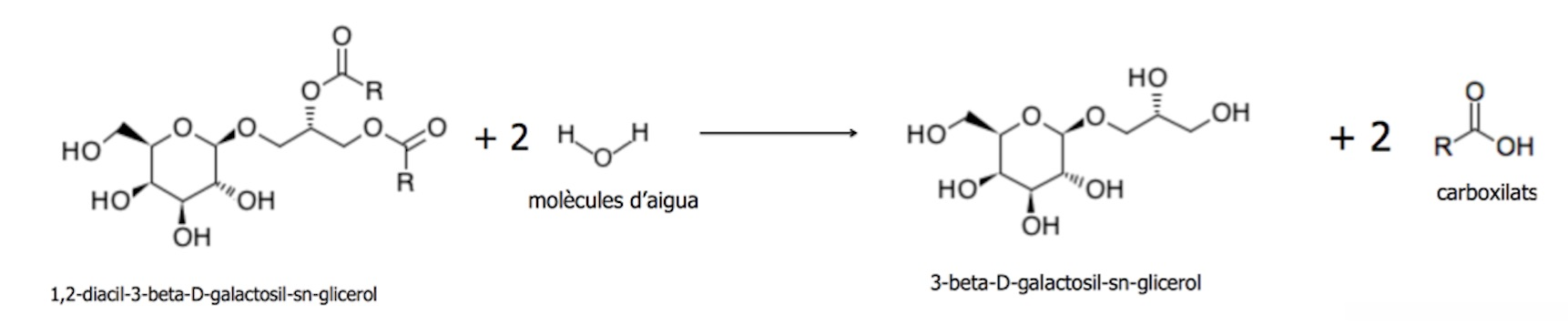
Esquema d'una reacció catalitzada per PNLIPRP2 en el seu rol de galactolipasa.

L'enzim, per ser més eficient a l'hora d'hidrolitzar lípids, té necessitat d'un cofactor, concretament d'una colipasa (CLPS). Quan aquesta s’uneix a l'enzim, l'activitat catalítica augmenta notòriament, ja que s’incrementa la hidrofobicitat del lloc d'unió amb el substrat, fenomen que estimula la unió d'ambdós i que n'augmenta l'estabilitat. Gràcies a l'acció de les colipases, també es pot impedir que l'activitat de PNLIPRP2 disminueixi o s'inhibeixi com a causa de l'augment de la concentració de sals biliars, quelcom que, en absència de colipases, provocaria els efectes esmentats.
Recentment, s’ha descobert també que té un rol destacat en la hidròlisis del greix làctic en els mamífers. Per aquesta raó, se sospita que, des de la infància, aquesta proteïna ja és present en l'organisme. A més, altres funcions de descobriment recent, i que encara no s'han estudiat en profunditat, inclouen la modulació de l'activitat citotòxica que presenten els limfòcits T del sistema immunitari i el procés d'unió dels ions de calci.

## Localització
PNLIPRP2 és una proteïna que se secreta a les cèl·lules pancreàtiques, i que està present als sucs gàstrics humans, ja que té una important funció en la digestió dels lípids. Així doncs, és present en aquest òrgan i, inclòs dins dels sucs digestius, al duodè, al jejú i, en menor mesura, a l'ili.
És també un component cel·lular de les membranes plasmàtiques de les cèl·lules pancreàtiques amb funció secretora exògena, grup que inclou les acinars, les centroactinars i, de vegades, també les ductals.

## Patologies relacionades
PNLIPRP2 va ser descoberta el 1990, i encara no es pot assegurar la seva possible relació amb cap patologia coneguda. Es creu que gran part del seu rol en l'organisme es deu a la seva interacció amb PNLIPRP1, proteïna amb qui comparteix gran part de la seva composició química i de la seva conformació espacial. No obstant, hi ha evidències que PNLIPRP2 té un paper més important en la dependència de la colipasa i en l'activitat lipàsica que no pas PNLIPRP1, per la qual cosa representa un research target més rellevant.
Tot i no poder-se assegurar del cert la seva implicació en cap patologia, alguns investigadors han apuntat les variacions en els nivells de PNLIPRP2 en l'organisme com una de les possibles causes d'alteracions en les funcions corporals en condicions de normalitat, ja sigui per mecanismes de sobreexpressió com de silenciament gènic.

### Patologies relacionades amb la sobreexpressió de PNLIPRP2
La sobreexpressió de qualsevol gen o proteïna es pot induir mitjançant procediments específics, que poden incloure l'activació d'un gen inactiu, l'augment dels nivells de proteïnes limitants, la disminució dels nivells d'un inhibidor enzimàtic, l'estimulació d'activitat específica o l'activació d'una ruta metabòlica independent.
Amb l'ús d'aquestes tècniques, s'ha insinuat que els nivells anormalment alts de PNLIPRP2 podrien estar relacionats amb l'augment de l'oxidació dels àcids grassos, l'estimulació de l'alliberament d'àcids grassos lliures i la millora de l'esteatosi, que és el procés que descriu la retenció anormal de lípids per part de les cèl·lules, que normalment desemboca en esteatohepatitis i cirrosi hepàtica.
Hi ha hagut també investigadors que han apuntat a una possible relació de la proteïna en qüestió amb la reducció de les lipoproteïnes d'alta densitat al plasma sanguini, cosa que podria afavorir el desenvolupament de malalties cròniques com la síndrome nefròtica o la insuficiència renal crònica.

### Patologies relacionades amb el silenciament de PNLIPRP2
Les mutacions en el gen PNLIPRP2 poden originar la pèrdua de l'estructura nativa de la proteïna, i la seva consegüent pèrdua de funcionalitat. En termes pràctics, això equival a un silenciament gènic, fenomen que no sol tenir efectes positius sobre l'organisme en què es troba.
En concret, s'ha insinuat la possibilitat que el silenciament de PNLIPRP2 es tradueixi en alteracions en el metabolisme lipídic, principalment en la digestió dels àcids grassos provinents de la llet materna en mamífers, ja que es tracta d'una molècula amb un rol crucial en aquest tipus de reaccions.
Seguidament, també és una candidata potencial en alteracions del sistema immunitari, notòriament en la pèrdua de citotoxicitat que poden experimentar alguns limfòcits T en condicions determinades.
A més, estudis molt recents han remarcat el paper clau que podria tenir aquesta proteïna en algunes xarxes metabòliques de gran importància per a l'organisme, típicament en aquelles relacionades amb efectes inhibitoris de la proliferació cel·lular. Alguns investigadors han associat la subexpressió o el silenciament de PNLIPRP2 amb la formació d'adenocarcinomes, principalment l'adenocarcinoma ductal pancreàtic (PDA) i l'adenocarcinoma colorectal. Altres estudis han qualificat PNLIPRP2 com "un marcador específic de les cèl·lules acinars robustes l'expressió disminuïda del qual suposa la desaparició del parènquima a l'òrgan afectat". Aquests fets podrien suposar un gran avenç en oncologia, ja que aquests tipus de càncer són dos dels que presenten pitjor prognosi a l'hora del diagnòstic.

## Galeria
- Distribució de les cadenes polipeptídiques de les dues subunitats, a més dels grups glicosídics adjacents.[23]
- Conformació espacial, on les subunitats estan colorejades en gradació des de l'extrem amínic fins al carboxílic.[23]
- Distribució de les hèlixs α i dels plegaments β a PNLIPRP2.[23]
- Composició atòmica de PNLIPRP2, on no es mostra l'hidrogen per qüestions pràctiques.[23]